# Littleworth (Worcestershire)
Littleworth – wieś w Anglii, w hrabstwie Worcestershire, w dystrykcie Wychavon. Leży 6 km na południowy wschód od miasta Worcester i 158 km na północny zachód od Londynu.